# Oldfransk
Oldfransk er en betegnelse for de romanske sprog af sprogfamilien langues d'oïl, som taltes i den nordlige halvdel af Frankrig, i Belgien og dele af Schweiz mellem ca. det 9. århundrede og det 14. århundrede.

## Oprindelse og efterfølger
Sproget er romansk og stammer fra vulgærlatin, som var udbredt over hele romerriget. Det bliver historisk set efterfulgt af
middelfransk.